# Asse-Zellik 2002
FC Asse-Zellik 2002 was een Belgische voetbalclub uit Asse. De club is aangesloten bij de KBVB Voetbal Vlaanderen met stamnummer 5588 en heeft wit-zwart als clubkleuren. De ploeg is in 2002 ontstaan uit de fusie van KSV Asse en Zellik Sport en speelt sindsdien in de hogere provinciale reeksen. Er spelen zo'n 250 voetballers voor de club. Men heeft zwart-wit-rood-groen als officiële clubkleuren. 

## Geschiedenis
De club werd halverwege de twintigste eeuw opgericht in Zellik en sloot als Zellik Sport aan bij de Belgische Voetbalbond. De club kreeg daarbij stamnummer 5588. De ploeg speelde in de lagere voetbalreeksen. In de jaren 80 speelde in de jeugdploegen Gilles De Bilde, die even later door RSC Anderlecht werd weggeplukt, maar later terugkeerde. Na zijn jeugd zou de speler tot Belgisch topvoetballer uitgroeien. Zellik Sport was tegen 2002 in Eerste Provinciale opgeklommen.
In de gemeente Asse speelde ook de club KSV Asse, die was aangesloten bij de Voetbalbond met stamnummer 4097. Ook SV Asse speelde meestal in de lagere afdelingen, maar was toch enkele malen tot in de nationale bevorderingsreeksen kunnen opklimmen. In 2002 was SV Asse echter weggezakt tot in Derde Provinciale.
In 2002 gingen beide clubs uiteindelijk samen. De fusieclub heette Asse-Zellik 2002 en speelde met het stamnummer van Zellik, de hoogste geplaatste, verder. Stamnummer 4097 van Asse verdween. De club behield de terreinen van beide vorige clubs. De club ging van start op de plaats van Zellik, in Eerste Provinciale en eindigde in 2003 meteen derde. De club mocht bovendien deelnemen aan de eindronde, maar verloor er van SC Wolvertem en kon zo geen promotie naar de Vierde Klasse afdwingen. In 2004 werd men tweede, en behaalde men de tweede periodetitel, maar na een nederlaag tegen RSD Jette slaagde de club er opnieuw niet in te promoveren.
In 2004/05 kende de club grote problemen, zowel financieel als sportief. Ook binnen het bestuur heerste onenigheid, en de club dreigde even terug in twee te scheuren. De ploeg werd veertiende (op twee na laatste) en zakte zo naar Tweede Provinciale. In 2007 werd men ook daar laatste en zakte men verder naar Derde Provinciale. Een nieuw bestuur nam de leiding over. Maar de vrije val ging gewoon verder en in 2008 degradeerde de club naar de allerlaagste reeks. Tot 2025 was de club een sterke speler in de Tweede Provinciale Brabant. 
In 2025 besloot men met buur Juve Mollem te fuseren. Men ging verder onder het stamnummer 9616 van Juve Mollem in 2e Provinciale als Nova Asse-Mollem.

## Bekende (ex-)spelers
- Anthony Cabeke
- Geoffrey Cabeke
- Gilles De Bilde (jeugd)
- / Hervé Kage (jeugd)
- Thomas Kaminski (jeugd)
- / Dodi Lukebakio (jeugd)
- Ilombe Mboyo (jeugd)
- /Geoffrey Mujangi Bia (jeugd)
- Cor Gillis (jeugd)

## Resultaten
| Seizoen | Klasse | Klasse | Klasse | Klasse | Klasse | Klasse | Klasse | Klasse | Klasse | Reeks                                                    | Punten                                                   | Opmerkingen                                                            |
|         | I      | I      | II     | III    | IV     | P.I    | P.II   | P.III  | P.IV   |                                                          |                                                          |                                                                        |
| ------- | ------ | ------ | ------ | ------ | ------ | ------ | ------ | ------ | ------ | -------------------------------------------------------- | -------------------------------------------------------- | ---------------------------------------------------------------------- |
| 2002/03 |        |        |        |        |        | 3      |        |        |        | 1ste provinciale Brab.                                   | 49                                                       |                                                                        |
| 2003/04 |        |        |        |        |        | 2      |        |        |        | 1ste provinciale Brab.                                   | 56                                                       |                                                                        |
| 2004/05 |        |        |        |        |        | 14     |        |        |        | 1ste provinciale Brab.                                   | 20                                                       |                                                                        |
| 2005/06 |        |        |        |        |        |        | 11     |        |        | 2de provinciale Brab.                                    | 32                                                       |                                                                        |
| 2006/07 |        |        |        |        |        |        | 16     |        |        | 2de provinciale Brab.                                    | 21                                                       |                                                                        |
| 2007/08 |        |        |        |        |        |        |        | 15     |        | 3de provinciale Brab.                                    | 26                                                       |                                                                        |
| 2008/09 |        |        |        |        |        |        |        |        | 4      | 4de provinciale Brab.                                    | 59                                                       |                                                                        |
| 2009/10 |        |        |        |        |        |        |        |        | 1      | 4de provinciale Brab.                                    | 74                                                       |                                                                        |
| 2010/11 |        |        |        |        |        |        |        | 3      |        | 3de provinciale Brab.                                    | 53                                                       |                                                                        |
| 2011/12 |        |        |        |        |        |        |        | 1      |        | 3de provinciale Brab.                                    | 75                                                       |                                                                        |
| 2012/13 |        |        |        |        |        |        | 9      |        |        | 2de provinciale Brab.                                    | 44                                                       |                                                                        |
| 2013/14 |        |        |        |        |        |        | 9      |        |        | 2de provinciale Brab.                                    | 35                                                       |                                                                        |
| 2014/15 |        |        |        |        |        |        | 15     |        |        | 2de provinciale Brab.                                    | 22                                                       |                                                                        |
| 2015/16 |        |        |        |        |        |        |        | 4      |        | 3de provinciale Brab.                                    | 49                                                       |                                                                        |
|         | 1A     | 1B     | 1Am    | 2Am    | 3Am    | P.I    | P.II   | P.III  | P.IV   | Vanaf 2016-17 zijn er 3 nationale en 2 regionale niveaus | Vanaf 2016-17 zijn er 3 nationale en 2 regionale niveaus | Vanaf 2016-17 zijn er 3 nationale en 2 regionale niveaus               |
| 2016/17 |        |        |        |        |        |        |        | 1      |        | 3de provinciale Brab.                                    | 74                                                       |                                                                        |
| 2017/18 |        |        |        |        |        |        | 7      |        |        | 2de provinciale Brab.                                    | 44                                                       |                                                                        |
| 2018/19 |        |        |        |        |        |        | 13     |        |        | 2de provinciale Brab.                                    | 36                                                       |                                                                        |
| 2019/20 |        |        |        |        |        |        | 11     |        |        | 2de provinciale Brab.                                    | 30                                                       |                                                                        |
| 2020/21 |        |        |        |        |        |        | -      |        |        | 2de provinciale Brab.                                    | -                                                        | Seizoen geschrapt wegens Covid-19                                      |
| 2021/22 |        |        |        |        |        |        | 8      |        |        | 2de provinciale Brab.                                    | 39                                                       |                                                                        |
| 2022/23 |        |        |        |        |        |        | 4      |        |        | 2de provinciale Brab.                                    | 48                                                       |                                                                        |
| 2023/24 |        |        |        |        |        |        | 7      |        |        | 2de provinciale Brab.A                                   | 48                                                       |                                                                        |
| 2024/25 |        |        |        |        |        |        | 8      |        |        | 2de provinciale Brab.A                                   | 43                                                       | gaat na dit seizoen verder als Nova Asse-Mollem onder stamnummer 09616 |